# Шматольян Іван Іванович
Іван Іванович Шматольян (10 травня 1925, село Кривошиї, тепер Хмільницького району Вінницької області — 15 грудня 2014, Київ) — український радянський діяч, міністр хлібопродуктів УРСР. Кандидат у члени ЦК КПУ в лютому 1976 — квітні 1977 р. Член ЦК КПУ в квітні 1977 — червні 1990 р. Депутат Верховної Ради УРСР 9—11-го скликань.

## Біографія
Трудову діяльність розпочав у 1943 році електриком тресту «Рутченківвугілля» в місті Сталіно.
У 1949 році закінчив Дніпропетровський сільськогосподарський інститут.
Член КПРС з 1956 року.
У 1949—1967 роках — дільничний агроном, головний агроном, директор машинно-тракторної станції, начальник районної сільськогосподарської інспекції в Дніпропетровській області; заступник завідувача, з грудня 1964 року — завідувач сільськогосподарського відділу Дніпропетровського обласного комітету КПУ.
У 1967—1971 роках — заступник завідувача сільськогосподарського відділу ЦК КПУ.
У 1971—1975 роках — 1-й заступник міністра радгоспів Української РСР.
6 серпня 1975 — 8 квітня 1977 року — міністр радгоспів Української РСР.
8 квітня 1977 — листопад 1985 року — міністр заготівель Української РСР.
4 грудня 1985 — 23 серпня 1988 року — міністр хлібопродуктів Української РСР.
Потім — на пенсії в місті Києві.

Могила Івана Шматольяна

Помер в Києві 15 грудня 2014 року. Похований на Берковецькому кладовищі.

## Родина
Дружина — Шматольян Валентина Іллівна. Дочки — Ликова Валентина Іванівна та Ткачук Людмила Іванівна.

## Нагороди
- орден Трудового Червоного Прапора (8.05.1985)
- медалі
- заслужений працівник сільського господарства УРСР